# Oberbüren
Oberbüren és un municipi del cantó de Sankt Gallen (Suïssa), situat al districte de Wil.

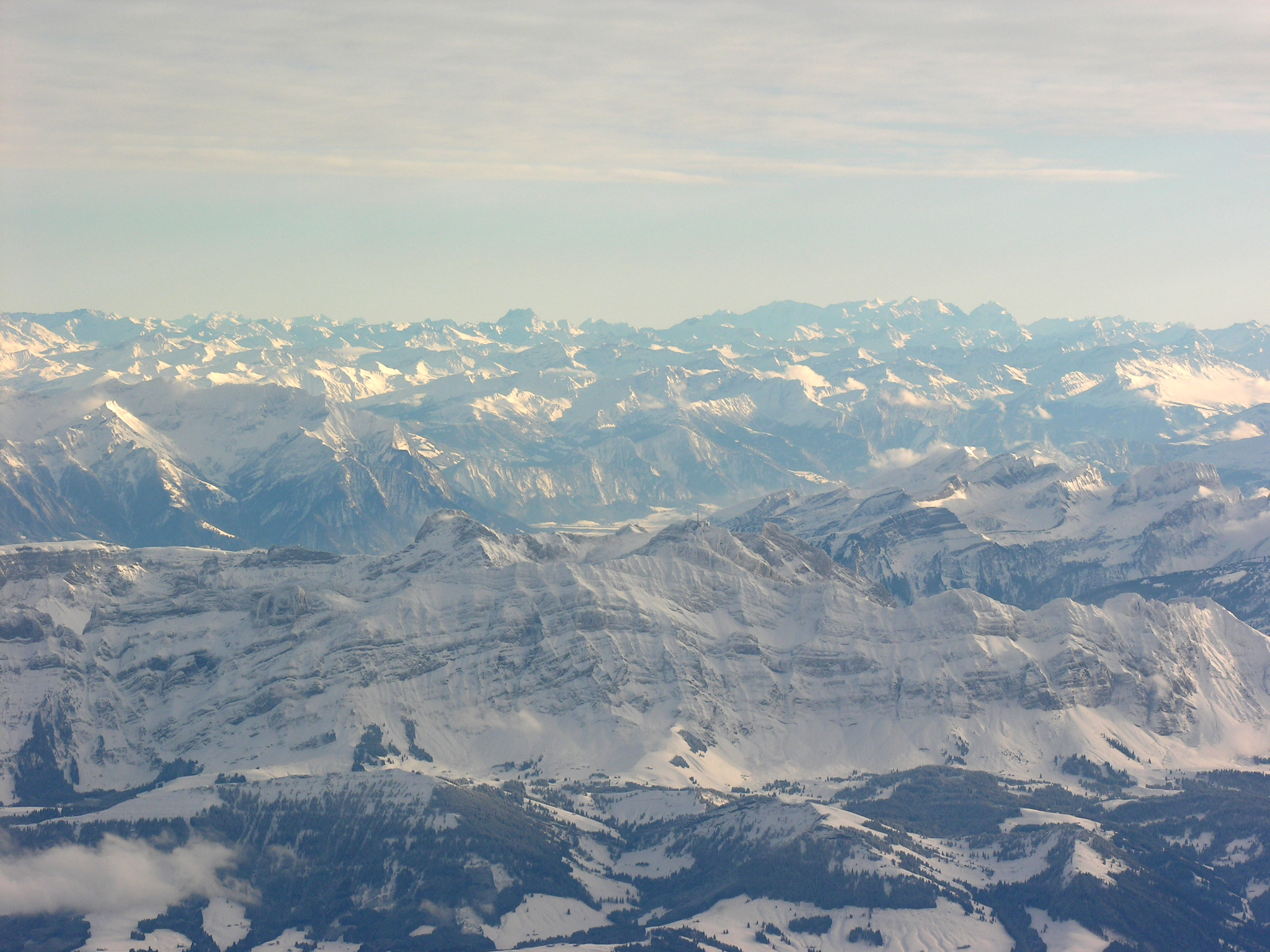
Les muntanyes